# Johann Zeh

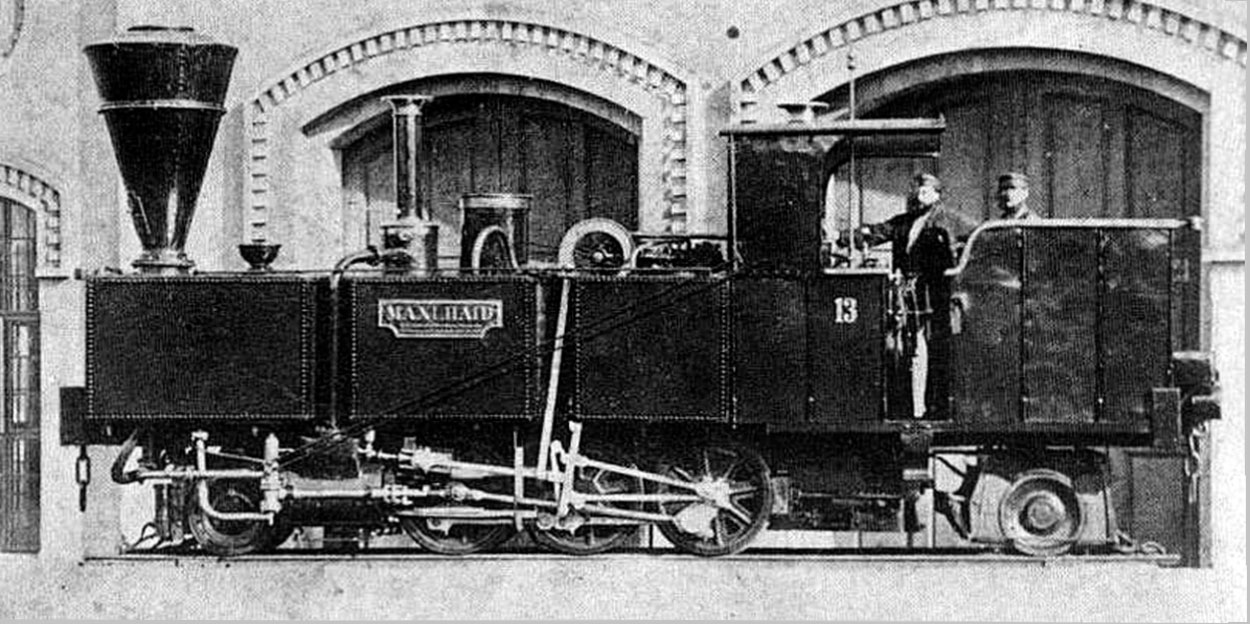
Zehova lokomotiva 1'C1' "MAXLHAID", č.13 C.k. privilegované První rakouské železniční společnosti (EEG) pro trať Linec-Gmunden (Günter 148/1855), před 1883

Johann Zeh (10. října 1816 – 5. května 1882) byl rakouský strojní inženýr a lokomotivní konstruktér Güntherovy lokomotivky a strojírny ve Vídeňském Novém Městě. Roku 1857 přijal místo vrchního inženýra u společnosti Dráhy císařovny Alžběty.
Zeh byl autorem několika ve své době pokrokových technických řešení u parních lokomotiv. Mimo jiné v letech 1854–1856 zkonstruoval první rakouské úzkorozchodné parní lokomotivy pro koněspřežnou dráhu Linec – Gmunden, patřící rakouské První železniční společnosti (něm. k.k. privilegierte Erste Eisenbahn-Gesellschaft) v polotendrovém uspořádání (stroje EEG čísel 1–10, zvoleno uspořádání 2'B n2tu, hmotnost ca 11 t, nápravový tlak až ca 4,8 t, výkon asi 50 k). Přitom se musel vypořádat s malými poloměry oblouků a nízkou únosností kolejového svršku navrženého pro animální trakci a tvořeného ještě železnými pásy přibitými na dřevěné trámy.
U větších nákladních lokomotiv navržených pro stejnou dráhu (EEG č. 11–14, uspořádání 1'C1' n2tu, hmotnost ca 18 t, nápravový tlak ca 4,3 t) použil řešení pojezdu podle vlastního patentu, které si již roku 1854 odzkoušel na lokomotivě 1'B1', vystavené na světové výstavě v Paříži 1855 a pak dodané na stavbu vojenské akademie ve Vídeňském Novém Městě. Kvůli hladkému průjezdu oblouky byly u nich obě krajní běžné nápravy uloženy ve výkyvném jednonápravovém podvozku, zvaném později Bisselův.
Už jako vrchní inženýr Dráhy císařovny Alžběty (něm. k.k. privilegierte Kaiserin Elisabeth-Bahn, KEB, též zvané Západní dráha) nechal u lokomotiv řad KEB I a II (po roce 1884 u rakouských státních drah řady 12 a 21 kkStB, celkem 84 strojů dodaných v letech 1858–1872) do výfukové trubky parních strojů instalovat po něm pojmenovanou škrtící klapku, která působila obdobně jako později používaná protitlaková parní brzda.